# Vitstrupig skäggbulbyl
Vitstrupig skäggbulbyl (Criniger ndussumensis) är en fågel i familjen bulbyler inom ordningen tättingar.

## Utbredning och systematik
Fågeln förekommer från sydöstra Nigeria och Kamerun till Gabon, Angola och norra Demokratiska republiken Kongo. Den behandlas som monotypisk, det vill säga att den inte delas in i några underarter.

## Status
IUCN kategoriserar arten som livskraftig.